# Terrain de sport de Puistola
Le terrain de sport de Puistola (finnois : Puistolan urheilukenttä) ou terrain de sport de Katariina (finnois : Katariinan kenttä) est un terrain de sport situé dans le quartier de Katariina à  Kotka en Finlande.

## Présentation
Le terrain a été construit en 1913 dans un milieu marécageux et rocheux. 
Les compétitions inaugurales du terrain auxquelles a participé Hannes Kolehmainen, entre autres, ont eu lieu le 29 juin 1914.
Les Jeux de Kaleva ont été organisés sur le terrain en 1921 et 1935.
Le terrain de sable a été remplacé par une surface en herbe en 1938.
Le 16 octobre 1938, Yrjö Nikkanen y lança le javelot à 78,70 mètres, cette performance est restée un record mondial pendant près de 15 ans.
Le terrain a été rénové en 1964-1966.